# Corynoneura vulgaris
Corynoneura vulgaris är en tvåvingeart som beskrevs av Jean-Jacques Kieffer 1925. Corynoneura vulgaris ingår i släktet Corynoneura och familjen fjädermyggor.
Artens utbredningsområde är Frankrike. Inga underarter finns listade i Catalogue of Life.